# Le Sauze-du-Lac

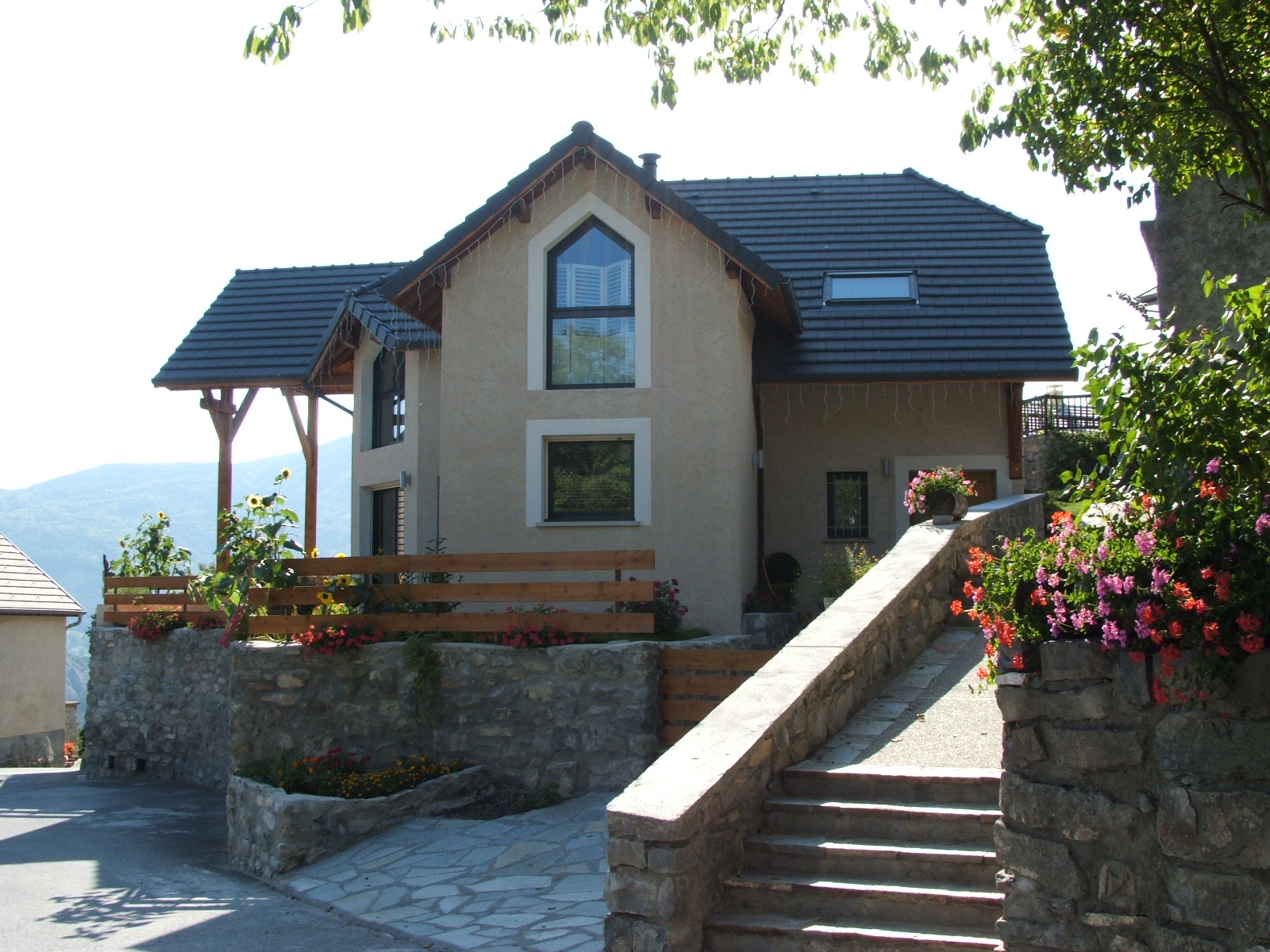
Le Sauze-du-Lac

Sauze-du-Lac – miejscowość i gmina we Francji, w regionie Prowansja-Alpy-Lazurowe Wybrzeże, w departamencie Alpy Wysokie.
Według danych na rok 1990 gminę zamieszkiwały 72 osoby, a gęstość zaludnienia wynosiła 8 osób/km² (wśród 963 gmin regionu Prowansja-Alpy-W. Lazurowe Sauze-du-Lac plasuje się na 718. miejscu pod względem liczby ludności, natomiast pod względem powierzchni na miejscu 722.).